# 拉法·米尔
拉法·米尔（西班牙語：Rafa Mir，1997年6月18日—），西班牙男子足球运动员，司职中场。現效力於西甲球隊艾爾切（西維爾外借）。他曾代表西班牙国奥队参加2020年夏季奥林匹克运动会足球比赛，获得一枚银牌。

## 榮譽
韋斯卡
- 西班牙足球乙級聯賽冠軍 : 2019–20

塞維亞
- 歐霸盃冠軍：2022-23[4]